# Pierre Livet
Pierre Livet (né en 1945) est un philosophe français. Il travaille sur l'action, la rationalité (en liaison avec les émotions, la Neuroéconomie ou encore la révision des croyances), la philosophie et l'épistémologie de l'économie et des sciences sociales, l'ontologie des faits sociaux, en particulier l'ontologie des Modèles basés sur des agents (en) en sciences sociales.
Professeur émérite à l'université de Provence (Aix-Marseille I), il a été membre du CREA (École polytechnique) à partir de 1982, puis membre associé depuis 1998. De septembre 2004 à janvier 2010, il a été Directeur du CEPERC (UMR CNRS devenue en 2018 Centre Gaston Granger).

## Publications
- Ouvrages de recherche
  - Penser le pratique : communauté et critique Klincksieck, 1979 rééd. 2000  (ISBN 9782252021248)
  - La Communauté virtuelle : action et communication', Éditions de l'éclat, 1994,  (ISBN 9782905372871)
  - L'Éthique à la croisée des savoirs, Paris, Vrin, 2000,  (ISBN 9782711612802)
  - Émotions et rationalité morale, Presses universitaires de France - PUF, 2002,  (ISBN 9782130522553)
  - Les Êtres sociaux. Processus et virtualité, avec Frédéric Nef, Paris, Hermann, 2009.  (ISBN 9782705668358)
  - Comprendre nos interactions sociales, une perspective neuroéconomique, avec Christian Schmidt, Paris, Odile Jacob, 2014,  (ISBN 9782738131607)
  - Mathématique du dialogue : sens et interaction, avec Christophe Fouqueré, Alain Lecomte, Myriam Quatrini et Samuel Tronçon, Hermann, 2015. (ISBN 978-2-7056-9721-1)
  - Processus sociaux et types d'interactions, avec Bernard Conein, Paris, Hermann, coll. « Philosophie », 2020, 286 p.  (ISBN 9791037005595)
- Ouvrages didactiques
  - Qu'est-ce qu'une action ?, Paris, Vrin, 2005,  (ISBN 9782711617456)
  - Les normes : Analyse de la notion Étude de textes : Wittgenstein, Leibniz, Kelsen, Aristote , Armand Colin 2006,  (ISBN 9782200268091)

### Édition scientifique
- L'Enquête ontologique, du mode de l'existence des objets sociaux, (avec Ruwen Ogien) Éditions de l’École des hautes études en sciences sociales, 2000,  (ISBN 9782713213779)
- L'Argumentation. droit philosophie et sciences sociales, L'Harmattan, 2001,  (ISBN 9782738494580)
- Révision des croyances, Hermes Science Publications, 2002,  (ISBN 9782746204690)
- Les Limites de la rationalité, tome 1 (avec Jean-Pierre Dupuy et Bénédicte Reynaud) La Découverte, 2003,  (ISBN 9782707126757)
- Leçons de philosophie économique : Tome 1, Économie politique et philosophie sociale, (avec Alain Leroux  2004,  (ISBN 9782717849417)
- Leçons de philosophie économique : Tome 2, Économie normative et philosophie morale, (avec Alain Leroux  2005,  (ISBN 9782717850789)
- Leçons de philosophie économique : Tome 3, Science économique et philosophie des sciences , (avec Alain Leroux  2007,  (ISBN 9782717853124)